# Sunday (песня Sonic Youth)
«Sunday» — песня американской альтернативной рок-группы Sonic Youth . Она была выпущена в 1998 году лейблом Geffen как первый и единственный сингл с их 10-го студийного альбома A Thousand Leaves.

## Выпуск
«Sunday» был выпущен 23 апреля 1998 года лейблом Geffen как первый и единственный сингл с их 10-го студийного альбома A Thousand Leaves . Он достиг 72-го места в UK Singles Chart .
Другая запись песни также вошла в саундтрек к фильму SubUrbia .

## Содержание
Рифф песни был «позаимствован» из песни «Skeleton» группы Helium .
Одна из би-сайд-песен сингла, «Moist Vagina», изначально принадлежала группе Nirvana, которая дружила с группой и снялась в фильме «1991: Год, когда панк сломался» во время тура с Sonic Youth.

## Музыкальный Клип
Видеоклип на песню «Sunday» был снят Хармони Корином, в главных ролях снялись Маколей Калкин и Рэйчел Майнер . В видео широко использовались замедленные и ускоренные камеры, а также изображения танцующих балерин и Калкина, играющего на банджо и взаимодействующего с Майнер.

## Трек-лист
1. «Sunday» (LP version) — 4:52
2. «Moist Vagina» — 3:04 (Курт Кобейн)
3. «Silver Panties» — 4:27
4. «Sunday (Edit)» — 3:15